# Kainovo znamení (opera)
Kainovo znamení je opera českého skladatele Vincence (Čeňka) Karbulky, plukovníka v. v., na libreto chemika, dramatika a divadelního vědce Vojty Šteina-Táborského (1860–1940). Měla premiéru 17. listopadu 1924 v Jihočeském národním divadle v Českých Budějovicích.
Čeněk Karbulka žil na odpočinku v Českých Budějovicích a byl známou osobností tamního hudebního života; složil mj. populární „hymnu železničářů“. Po několika skladbách pro orchestr uvedlo Jihočeské národní divadlo i jeho jevištní prvotinu, celovečerní operu Kainovo znamení; skladatelovu práci na partituře i předběžnou dobu uvedení ohlašoval tisk již na jaře roku 1924, k premiéře pak došlo v listopadu. Byla to první a na dlouhou dobu jediná česká opera, která měla premiéru v Jihočeském divadle (další byla až Hlobilova Anna Kareninová roku 1972).

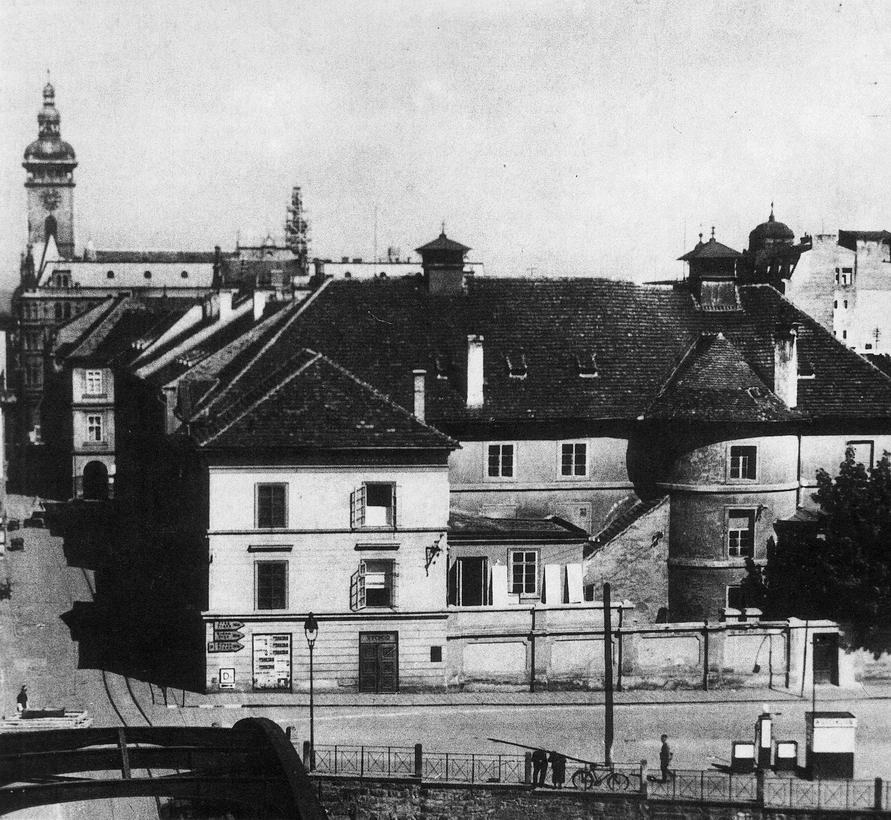
Jihočeské národní divadlo roku 1919

Divadlo, tehdy v rukou soukromého podnikatele Karla Veverky, inzerovalo novou operu v tisku: „Dílo jest vypjatě dramatické, plno vášně a též lyrické vroucnosti, podávající nám obraz nešťastné lásky. Mladý muž ztrestá zámožného soka a jest za to odsouzen do žaláře. Vraceje se zpět ze žaláře ku své vyvolené, sezná s hrůzou, že stala se mu nevěrnou a zaslíbila se sokovi.“ Děj se odehrával na jihočeské vsi na Strakonicku. Divadlo se spoléhalo na místní oblibu skladatele a do opery investovalo značné prostředky a úsilí. Sólové úlohy zpívali paní Dostálová, slečna Mastiniová a pánové Dura a Zwach (sbor měl relativně malou úlohu), orchestr řídil kapelník Břetislav Diviš.
Nečetné zprávy tisku o díle samotném a jeho premiérovém přijetí se rozcházejí. Podle Jihočeských listů „[A]utor byl po prvém jednání několikráte na jeviště vyvolán a zahrnut gratulacemi a květinovými dary. Premiera těšila se hojné návštěvě, zejména hosté z kruhů důstojnických byli četně zastoupeni.“ Týž list spekuloval o tom, že operu čeká hojně repríz a případný zájem dalších českých divadel. Jiný obrázek kreslily komunistické noviny Jihočeský dělník: „na premieru přišli autorovi příbuzní a známí, kteří naplnili divadlo stěží tak z polovice. To se mohla aspoň posádka dostavit komplet z kolegiality. Pak tam bylo asi pět zvědavých hudebníků, našich i německých. A dost. Teď si to odbudou ubohé čtvrtky čtyři [tj. předplatitelské skupiny] – a je po slávě.“
Recenzent Jihočeského dělníka kritizoval též libreto: „Děj je strašně chudý, na jeden akt by to bylo málo, tak zrovna je na jeden výstup.“ I samo divadlo ve své následné zprávě reakce na libreto cudně zamlčelo, když referovalo, že „Karbulkovo hudební drama Kainovo znamení […] docílilo zejména po hudební stránce velkého úspěchu a překvapilo všeobecně seriosností a samostatností prvotiny domácího autora.“ Také Jihočeské listy básnily: „Jednomyslný úsudek jest, že nová opera tato jest po stránce hudební dílem pozoruhodným. Hudba velmi výrazně a výstižně provází hru, prozrazujíc skladatele a hudebníka, který dovede do svého díla vložiti duši. Hudební toto drama nepostrádá ovšem scén vysoko dramaticky vyhrocených a působících mohutným dojmem.“ Tento „jednomyslný úsudek“ zjevně nezahrnoval recenzenta Jihočeského dělníka: „Snad odborná kritika najde v hudbě nějaké hodnoty, snad je to moderní hudba, které nerozumíme, ale nechává nás úplně chladnými, to je jisté.“ Chválou nehýřil ani národně-demokratický list Republikán, podle něhož byla Karbulkova hudba „spíše eklektického rázu“. Všeobecné uznání si však u tisku vysloužili sólisté, jejichž role byly značně obtížné, orchestr i režie. „A člověku je až líto, pomyslí-li, co času a dřiny stála tahle hříčka naše nejlepší divadelní síly,“ psal Jihočeský dělník.
Vyplnila se předpověď, že Kainovo znamení po několika málo reprízách zapadne. Vinu na tom měla i hospodářská a umělecká krize, ve které se Jihočeské národní divadlo v té době nacházelo a která – mj. po stávce zpěvoherního souboru – vedla v březnu následujícího roku k předčasnému odchodu ředitele Veverky. Toto ani jiné divadlo již Karbulkovo Kainovo znamení neuvedlo.